# Varnerio di Oberwesel
Varnerio di Oberwesel o di Womrath o di Bacharach (in tedesco Werner von Oberwesel; Womrath, 1271 – 1287) è stato un giovane tedesco il quale, secondo la leggenda, fu ucciso dagli ebrei nel 1287 in maniera analoga ai casi di Guglielmo di Norwich, Andrea di Rinn e Simonino di Trento; questa falsa accusa omicidio rituale generò sanguinose rappresaglie contro le comunità ebraiche nella valle del Reno. Varnerio fu venerato come santo dalla Chiesa cattolico-romana dal 1755 al 1994
.

## Biografia

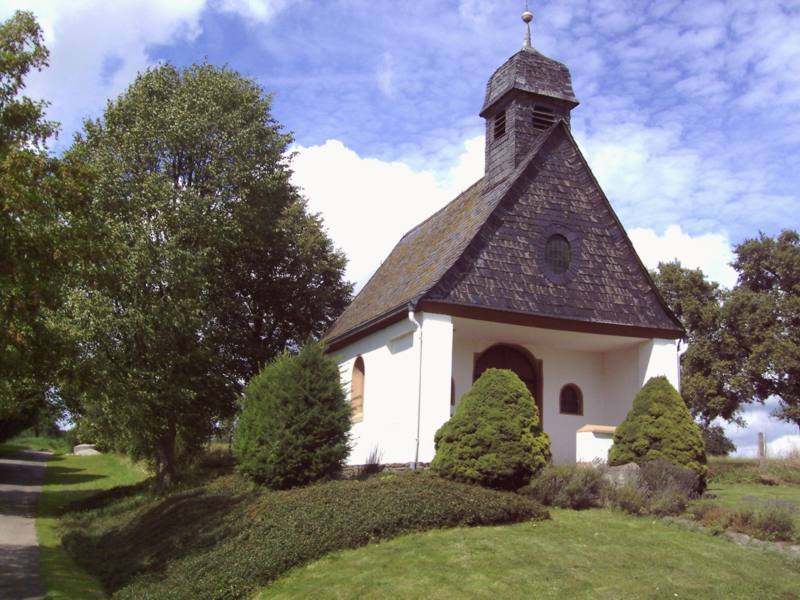
Cappella di Womrath.

Originario di Womrath, in Renania, il giovane Varnerio proveniva da una famiglia povera di vignaioli, ed andò a lavorare presso una famiglia ebraica di viticoltori di Oberwesel, diocesi di Treviri.
Nel 1287, all'età di sedici anni, Varnerio venne ritrovato ucciso vicino a Bacharach, appeso a una colonna a testa in giù e svenato.
L'assassinio venne ritenuto un omicidio rituale commesso il Giovedì santo dalla locale comunità ebraica. Cominciò infatti a circolare la voce secondo cui l'adolescente fosse stato attirato in casa col pretesto di fargli cavare della terra da un piano seminterrato, e lì dissanguato al fine di officiare imprecisati riti di Pesach.
L'uccisione del giovane renano scatenò la violenta reazione dei cristiani in tutta la regione ai danni delle comunità ebraiche. Solo in Bacharach furono uccisi 26 ebrei. Gli ebrei si rivolsero al re Rodolfo I, il quale convinto dell'infondatezza delle accuse, impose una multa agli assassini degli ebrei e ordinò di bruciare il cadavere di Varnerio, per prevenire ogni ulteriore culto.
Tuttavia, quest'ultima istruzione del sovrano germanico non venne seguita dalla popolazione locale, e nel 1289 a Bacharach, fu avviata la costruzione di una cappella in onore al giovane martire renano (Wernerkappelle). L'edificio rimase incompleto, e il suo progetto di ampliamento a chiesa venne perso dopo il 1338, anno in cui probabilmente fu confiscato al vescovo Baldovino di Lussemburgo.
Un secondo luogo dedicato al culto del giovane Varniero venne edificato all'interno dell'ospedale di Oberwesel, situato a circa 7 km a valle.
Recenti studi si sono orientati verso l'ipotesi che Varnerio sia stato vittima di un reato sessuale.

## Il culto

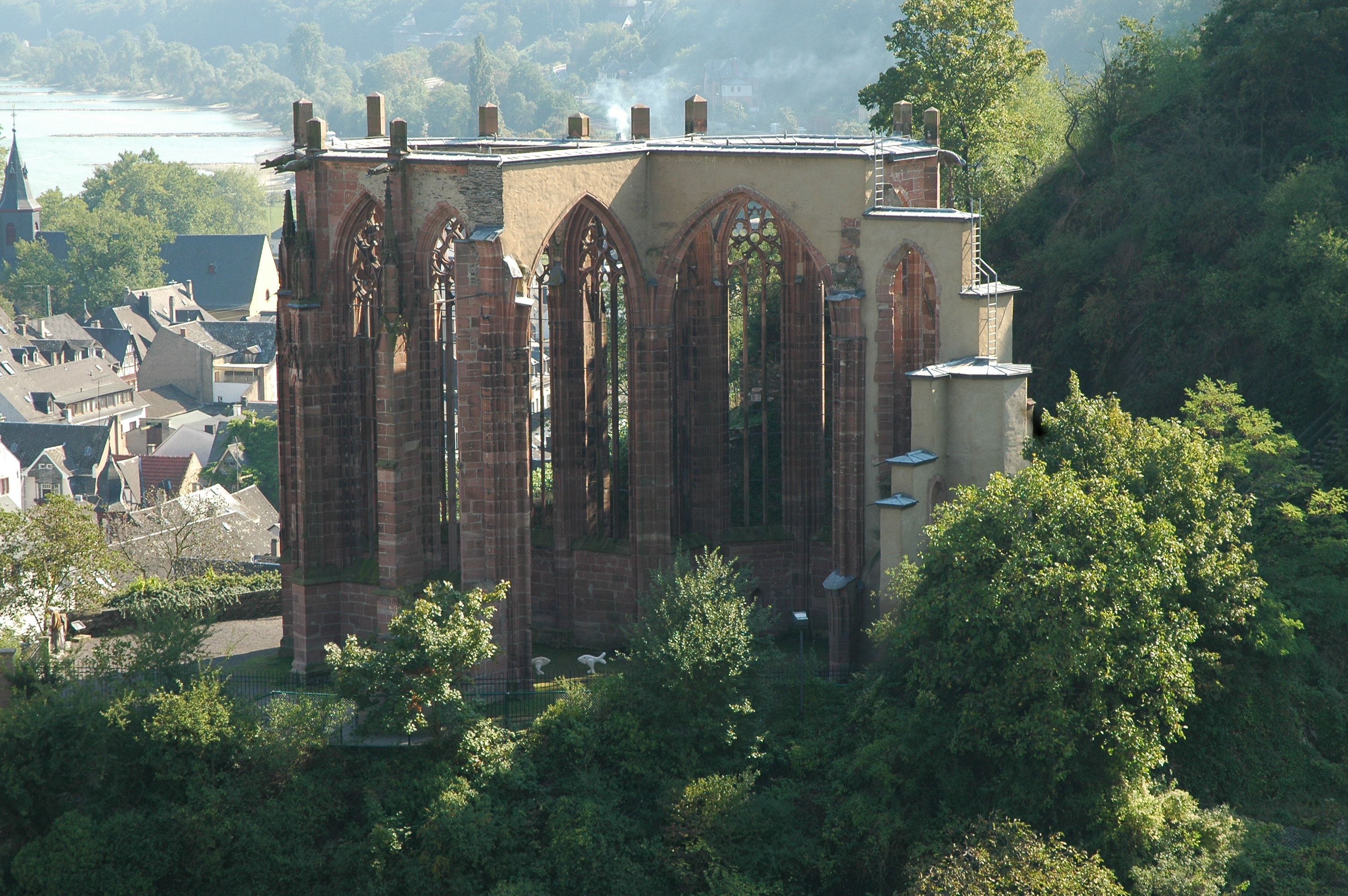
Wernerkappelle di Bacharach

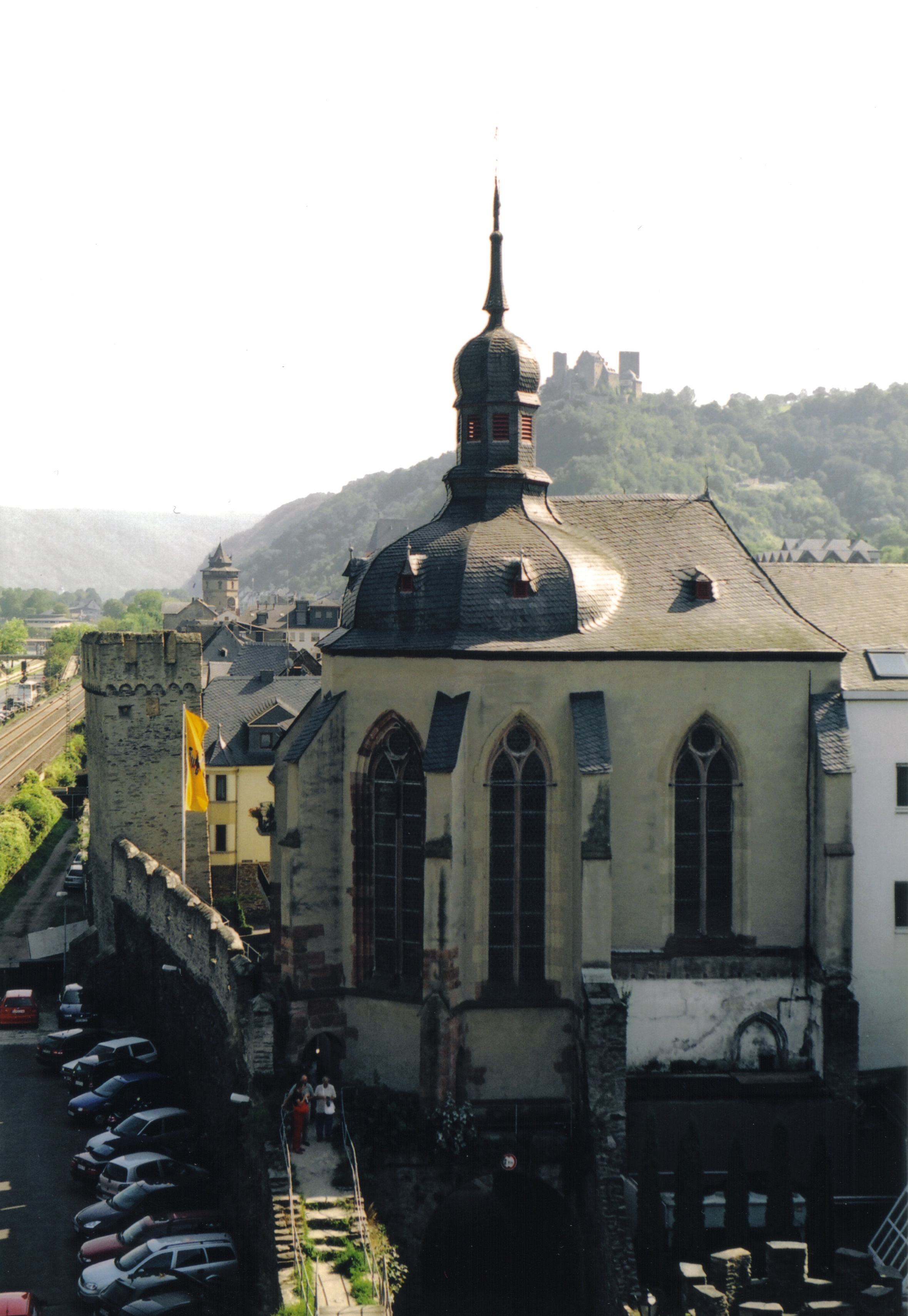
Cappella e mura di Oberwesel

Il conte palatino Ludovico III tentò di rilanciare il culto del giovane martire di Womrath. Nel 1429 fu canonizzato e riconosciuto come santo ufficiale nella diocesi di Treviri, in particolare a Bacharach luogo del suo martirio dove la cappella costruita in sua devozione fu consacrata.
Nel 1963 a seguito del Concilio vaticano II, il nome di Varnerio di Oberwesel fu cancellato come santo dal calendario dalla diocesi di Treviri, la cui commemorazione si svolgeva annualmente il 19 aprile.
È il protettore dei vignaioli del Reno, della Borgogna e dell'Alvernia.